# Humberto de Araújo Benevenuto
Humberto de Araújo Benevenuto fue un futbolista brasileño. Nació el 4 de agosto de 1903 en Brasil. Fue defensa, y jugó para la Selección de fútbol de Brasil en la Copa Mundial de 1930. 

## Clubes como jugador
- Americano Futebol Clube (1921)
- Associação Desportiva Jequié (1922-1923)
- Clube de Regatas do Flamengo (1923-1929)
- Clube Atlético Mineiro (1929-1930)
- Botafogo de Futebol e Regatas (1930)
- Clube de Regatas do Flamengo (1931-1932)
- Club Atlético Peñarol (1933)
- Cruzeiro Esporte Clube (1933)
- Botafogo de Futebol e Regatas (1934-1935)
- Associação Portuguesa de Desportos (1935)

- Datos: Q2307134